# Корональна петля

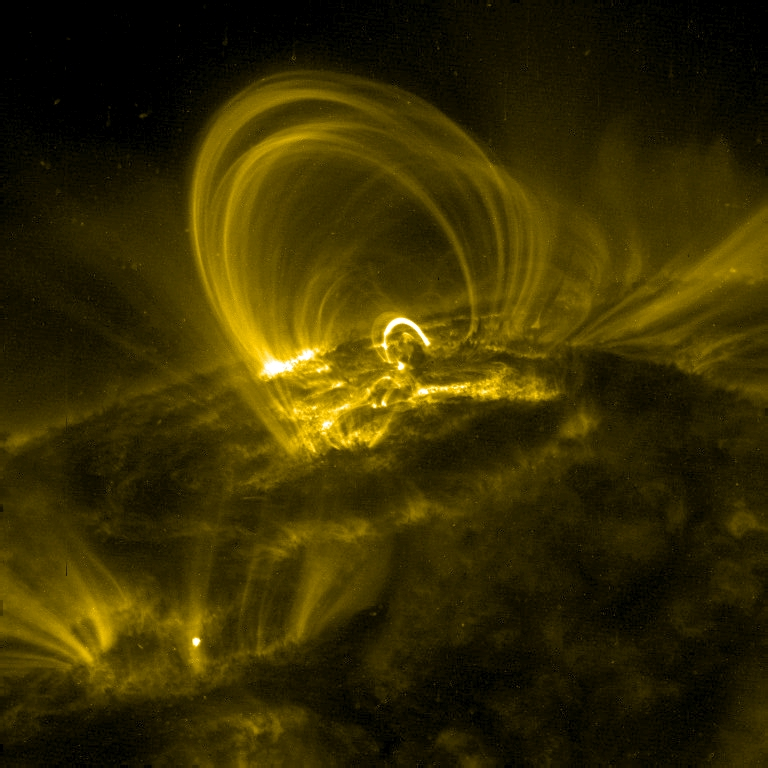
Типові корональні петлі за спостереженнями TRACE.

Корональні петлі утворюють основну структуру нижньої корони і перехідного регіону Сонця. Ці високо структуровані петлі є прямим наслідком закрученого сонячного магнітного потоку в межах тіла Сонця. Популяція корональних петель може бути безпосередньо пов'язана з сонячним циклом; саме з цієї причини корональні петлі часто зустрічаються в «ногах» сонячних плям. Магнітний потік, який піднімається, протискується крізь фотосферу, оголюючи більш холодну плазму нижче. Контраст між фотосферою і нутрощами Сонця справляє враження темних плям на Сонці.

## Фізичні характеристики

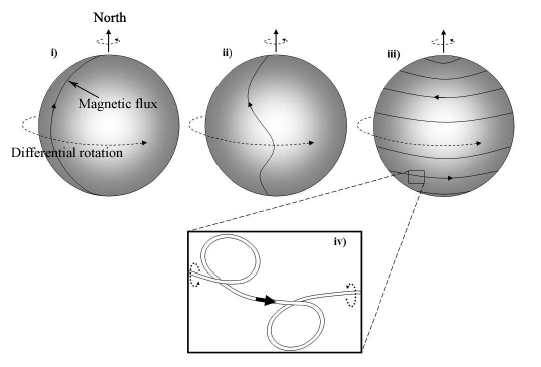
Діаграма, що показує еволюцію сонячного магнітного потоку протягом одного сонячного цикла.

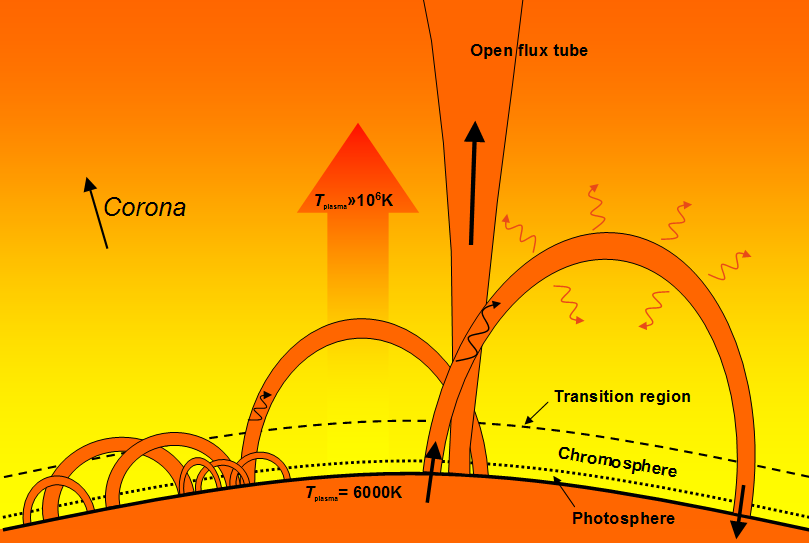
Схема нижньої корони і перехідного регіону, де спостерігаються корональні петлі різних масштабів.

Корональна петля — це магнітний потік, зафіксований на обох кінцях, що простягнутий через сонячне тіло і виступає в сонячній атмосфері. Вони є ідеальними конструкціями для спостереження в намаганні розібратися в передачі енергії від сонячного тіла через перехідний регіон до корони.
Існує багато масштабів корональних петель, поруч з трубами відкритого магнітного потоку, які переходять у сонячний вітер і сягають далеко у корону і геліосферу. Закріплені у фотосфері (вважається, що існує жорсткий лінійно-зв'язаний якір там, де високо-β, зовнішня плазма утримує «ноги» петлі на місці), корональні петлі простягаються через хромосферу і перехідний регіон і високо в корону.
Крім різних довжин, корональні петлі також мають широкий спектр температур. Петлі, що існують при температурах нижче 1 млн. К, зазвичай іменують холодними петлями, з температурою близько 1 млн. К  - теплі петлі, а понад 1 млн. К — гарячі петлі. Відповідно, ці різні категорії випромінюють на різних довжинах хвиль.

### Розташування
Корональні петлі існують як в активних, так і в спокійних регіонах сонячної поверхні. Активні регіони на сонячній поверхні займають невеликі ділянки, але дають більшу частину активності і часто є джерелами спалахів і корональних викидів маси внаслідок присутності інтенсивного магнітного поля. Активні регіони виробляють 82 % загальної енергії нагрівання корони. Корональні діри — це відкриті силові лінії, розташовані переважно в полярних областях Сонця, і є джерелом швидкого сонячного вітру. Спокійне Сонце є рештою сонячної поверхні. Спокійне Сонце, хоча і менш активне, ніж активні регіони, наповнене динамічними процесами і перехідними подіями (яскраві точки, наноспалахи та джети). Як правило, спокійне Сонце існує в областях замкнутих магнітних структур, а активні регіони є високо динамічними джерелами вибухових подій. Однак за спостереженнями вся корона масово наповнена відкритими і закритими лініями магнітного поля.

### Корональні петлі і проблема нагрівання корони

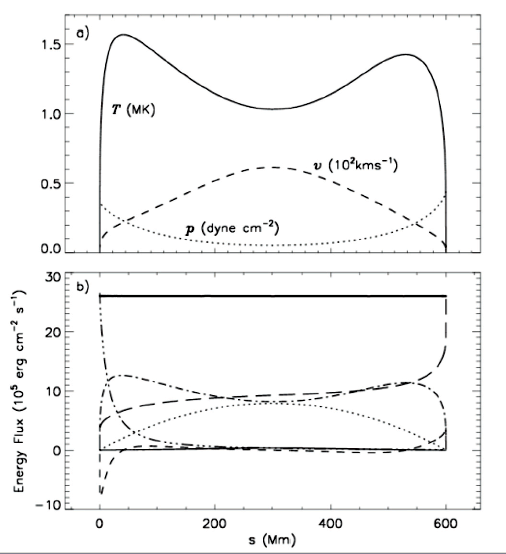
Змодельований приклад спокійної корональної петлі (вклад енергії).

Для того, щоб закрита лінія поля стала корональною петлею вона повинна наповнитись плазмою. Тому насправді  на сонячній поверхні корональні петлі є рідкістю, оскільки більшість структури закритих магнітних потоків є порожніми. Це означає, що механізм, який нагріває корону і наповнює хромосферною плазмою замкнутий магнітний потік, є сильно локалізованим. Цей механізм заповнення плазмою, динамічних потоків і нагрівання корони залишається загадкою. Механізм повинен бути досить стабільним, щоб і далі постачати корону хромосферною плазмою, і досить потужним, щоб прискорювати і відповідно нагрівати плазму від 6000 до 1 млн. К за декілька хвилин руху від хромосфери і перехідного регіону до корони. Саме тому корональні петлі є предметом інтенсивного дослідження — вони кріпляться до фотосфери, наповнюються хромосферною плазмою, перетинають перехідний регіон та існують у корональних температурах після інтенсивного нагрівання.

## Історія спостережень

### 1946—1975
Значний поступ у дослідженні корональних петель був зроблений за допомогою наземних телескопів (таких як Сонячна обсерваторія Мауна-Лоа, MLSO, на Гаваях) і за допомогою спостережень корони при затемненнях. Однак для усунення впливу земної атмосфери на розвиток фізики Сонця потрібні були космічні спостереження. Першими було короткі (7-хвилинні) польоти ракет Aerobee в 1946 і 1952 роках; їх спектрограми вимірювали сонячне крайнє ультрафіолетове та і Лайман-α випромінення. До 1960 року базові рентгенівські спостереження були виконані з допомогою таких ракет. Місії British Skylark rocket з 1959 по 1978 р. також надали в основному дані рентгенівських спектрометрів. Хоча і успішні, ракетні місії були дуже обмежені в тривалості і вантажопідйомності. У період 1962—1975, серії орбітальних супутників «Orbiting Solar Observatory» (від OSO-1 до OSO-8) вдалося здійснити більш широкі спетрометричні спостереження у крайньому ультрафіолеті та рентгенівських хвилях. У 1973 році був запущений Скайлеб і почалися комплексні дослідження на багатьох довжинах хвиль, які символізували майбутнє обсерваторій. Ця місія тривала рік і була замінена на Solar Maximum Mission, яка стала першою обсерваторією, яка досллідила більшість сонячного циклу (з 1980 по 1989 рік).

### 1991–поточний час

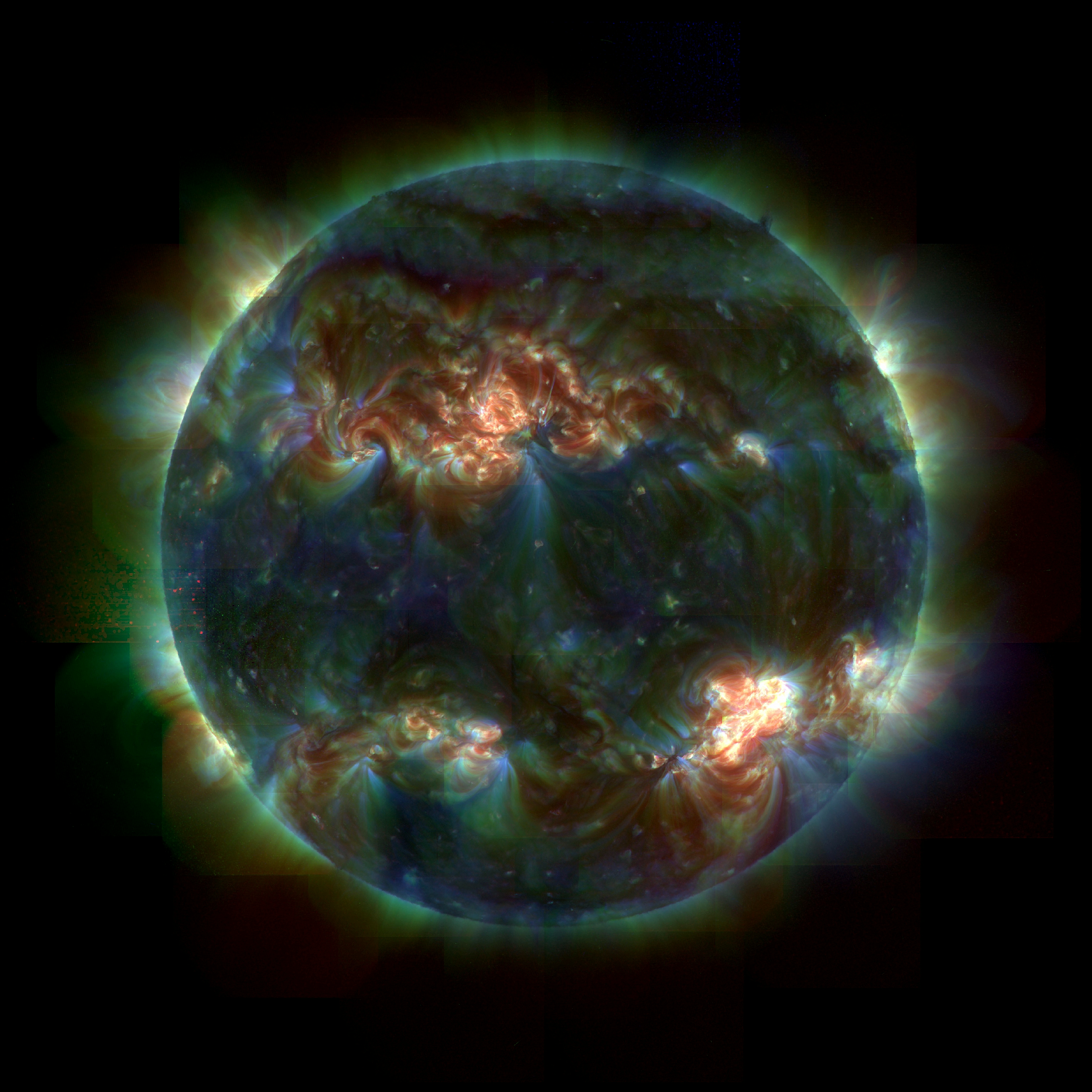
Повний диск мозаїка на мільйон градусів Сонця на TRACE.

Спільнота дослідників Сонця вітала запуск супутника Yohkoh (Solar A) з космічного центру Кагосіма в серпні 1991 року. Він припинив роботу 14 грудня 2001 року внаслідок відмови акумулятора, але здійснив революцію в рентгенівських спостереження за своє десятиліття роботи. Yohkoh (або Сонячний промінь) мав навколоземну еліптичну орбіту і спостерігав викиди рентгенівського і гамма-випромінювання від сонячних явищ, таких як сонячні спалахи. Yohkoh мав чотири інструменти: кристал-спектрометр Брегга, спектрометр широкого діапазону (СПП), телескоп м'яких рентгенівських хвиль і телескоп жорстких рентгенівських хвиль. Вони  управлялись консорціумом вчених з Японії, США і Великої Британії. Корональні петлі переважно спостерігались телескопом м'яких рентгенівських хвиль.
Телескоп м'яких рентгенівських хвиль спостерігав рентгенівські промені у діапазоні 0.25–4.0 keV та розрізняв риси Сонця до 2,5 кутових секунд з часовою роздільною здатністю у 0.5–2 кутових секунд. Цей інструмент був чутливий до плазми температурою 2-4 млн. К, що робило його ідеальним для порівняння з даними, отриманими від матеріалів TRACE дослідження корональних петель, які випромінювали в крайньому УФ-діапазоні довжин хвиль.
Наступним великим кроком у галузі фізики сонця став запуск Сонячної і Геліосферної обсерваторії (SOHO) у грудні 1995 року з бази ВПС США на мисі Канаверал у штаті Флорида, США. SOHO спочатку мала термін експлуатації два роки. Її місія була продовжена до березня 2007 року завдяки її приголомшливому успіху, що дозволило SOHO спостерігати повний 11-річний сонячний цикл, а потім і далі. SOHO постійно звернена до Сонця, тримаючи повільну орбіту навколо першої точки Лагранжа (Л1), де гравітаційний балансу між Сонцем і Землею забезпечує стабільне положення для SOHO на орбіті. SOHO постійно затуляє Сонце для Землі на відстані приблизно 1,5 мільйона кілометрів.
SOHO управляється вченими з Європейського космічного агентства (ЄКА) і НАСА. Ця велика сонячна місія містить більше інструментів, ніж TRACE та Yohkoh разом, і була розроблена, щоб досліджувати ланцюг від надр Сонця, сонячну корону до сонячного вітру. SOHO має 12 інструментів на борту, в тому числі спектрометр корональної діагностики, телескоп крайнього ультрафіолетового випромінювання, інструмент вимірювання сонячної ультрафіолету у випущеному випромінюванні (SUMER) і ультрафіолетовий коронограф-спектрометр (UVCS); всі з них широко використовуються при дослідженні перехідного регіону і корони.
Телескоп крайнього ультрафіолетового випромінювання широко використовується для спостереження корональних петель. Він фотографує перехідний регіон і вглиб внутрішньої частини корони, використовуючи чотири діапазони: 171 Å FeIX, 195 Å FeXII, 284 Å FeXV та 304 Å HeII, кожен з яких відповідає різним температурам крайнього ультрафіолетового випромінення, і досліджує хромосферну мережу в нижній короні.
Дослідник перехідного регіону і корони (TRACE) був запущений в квітні 1998 р. з авіабази Ванденберг в рамках проекту НАСА Goddard Space Flight Center Small Explorer (SMEX). Невеликий орбітальний прилад має на борту телескоп Кассегрена розміром 30×160 см та 8.66 м фокусом  з CCD-детектором роздільною здатністю 1200×1200 px. Термін запуску було приурочено до висхідної фази сонячного максимуму. Спостереження перехідного регіону і нижньої корони може бути проведене в поєднанні з SOHO, щоб дати безпрецедентний вид на сонячне оточення під час цієї захопливої фази сонячного циклу.
За рахунок високої просторової (1 кут. сек.) і часової (1-5 секунд) роздільної здатності, TRACE вдавалося отримати дуже докладні зображення корональних структур, у той час як SOHO забезпечує глобальні зображення Сонця (низької роздільної здатності. Ця кампанія демонструє обсерваторії можливість відстежувати еволюцію стійким станом (або спокою) корональні петлі. TRACE використовує фільтри, які чутливі до електромагнітного випромінювання у діапазонах 171 Å FeIX, 195 Å FeXII, 284 Å FeXV, 1216 Å HI, 1550 Å CIV та 1600 Å. Особливий інтерес являють смуги 171 Å, 195 Å та 284 Å , бо вони чутливі до випромінювання тихих корональних петель.

## Динамічні потоки

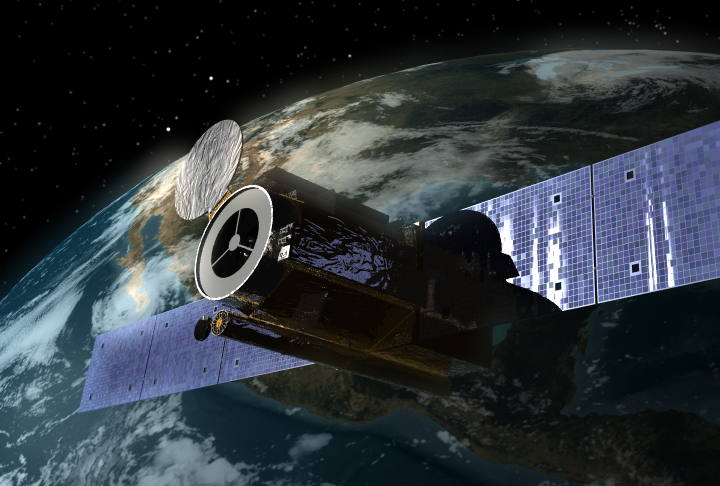
Нова сонячна обсерваторія Hinode (Solar-B), запущена у вересні 2006 року, буде спостерігати магнітну структуру корони.

Всі перераховані вище космічні місії були дуже успішні в спостереженні за сильними потоками плазми і високо динамічними процесами в корональних петлях. Наприклад, спостереження SUMER показують швидкості потоків у 5-16 км/с на сонячному диск, а інші
спільні спостереження SUMER/TRACE виявили потоки 15-40 м/с. Дуже високі швидкості були виявлені пласким кристал-спектрометром на борту Solar Maximum Mission — швидкості плазми були зафіксовані в діапазоні 40-60 км/с.